# Scopula brookesae
Scopula brookesae là một loài bướm đêm trong họ Geometridae.